# Кручиниская впадина
Кручи́ниская впа́дина — впадина на западе средней части Забайкальского края России.

## Расположение
Кручиниская впадина расположена между хребтом Черского (с северо-запада) и Даурским хребтом (с юго-востока). Впадина начинается на юго-западе, от нижнего течения реки Верея (левый приток реки Кручина), и протягивается на северо-восток, до нижнего течения реки Большая Труфия (левый приток Кручины). Общая протяжённость реки достигает 30 км, максимальная ширина — 8 км.

## Геология
Кручиниская впадина заполнена осадочными породами нижнемелового возраста, сверху перекрытыми кайнозойскими континентальными отложениями незначительной мощности. Заложение впадины произошло в мезозое, дальнейшее формирование шло в неоген-четвертичное время.

## Гидрография и ландшафт
Наиболее пониженную часть впадины занимают река Кручина и её притоки с отметками уреза воды от 700 до 780 м. Преобладающие типы ландшафта — лесостепи, приречные луга, хвойно-лиственные боры.